# 奥塔卡代
奥塔卡代（Othakadai），是印度泰米尔纳德邦Madurai县的一个城镇。总人口12185（2001年）。

## 人口
该地2001年总人口12185人，其中男性6357人，女性5828人；0—6岁人口1532人，其中男817人，女715人；识字率75.37%，其中男性为80.59%，女性为69.68%。